# 盛田
盛田株式会社（もりた）は、愛知県名古屋市中区栄一丁目7番34号に本社を置く、酒類・醤油・調味料・味噌を製造する醸造会社である。

## 概要
1665年（寛文5年）に、尾張知多郡小鈴谷村（こすがやむら、現・常滑市小鈴谷）で創業。自社ブランドとして清酒「ねのひ」、味噌醤油、調味料商標の「盛田」を展開する。
国際的な巨大コングロマリット企業であるソニーグループ株式会社の創業者・盛田昭夫の実家で、ソニー創業期に資金が苦しかった頃、増資引受という名目で資金提供を行ったことから、一時期はソニーグループの筆頭株主であった。
現在の同社は、旧・盛田株式会社（現・盛田アセットマネジメント）から製造販売部門を分社化して2004年（平成16年）9月1日に設立した会社である。
旧・盛田は香川県の大手醸造会社・マルキン忠勇の筆頭株主であったが、分割された新・盛田は同社と経営統合し、持株会社のジャパン・フード&リカー・アライアンス (JFLA) の完全子会社となっていた。資産管理会社の盛田アセットマネジメントはJFLAの当初からの筆頭株主であったが、2015年には2%弱まで保有株式を減らしている。
また、盛田の系列会社の山泉商会は、イズミック、盛田エンタプライズと社名を変更。傘下に酒類卸業のイズミックを中心としたMICSグループを形成している。

## 沿革
- 1665年（寛文5年） 創業。清酒の醸造を始める。
江戸期の文書は「盛田家文書」として財団法人鈴溪学術財団に寄贈されており、江戸時代の地方商家の経営に関する貴重な史料となっている。
- 1898年（明治31年） 盛田合資会社を設立。
- 1947年（昭和22年） 株式会社山泉商会を設立。
- 1955年（昭和30年） 盛田合資会社より盛田株式会社に改組。
- 1971年（昭和46年） 山泉商会と共にココストアを設立。
- 1981年（昭和56年） 盛田国際教育振興財団を設立。
- 2001年（平成13年）6月 盛田がマルキン忠勇（現・ジャパン・フード&リカー・アライアンス）の主要株主となる。
- 2004年（平成16年）
  - 9月 盛田は盛田ホールディングスに商号変更するとともに、会社分割により事業子会社の「盛田株式会社」（新・盛田）を設立。
  - 12月 新・盛田がハイピースとともにマルキン忠勇の完全子会社になる。
- 2005年（平成17年）10月1日 盛田ホールディングスが盛田アセットマネジメントに商号変更。
- 2006年（平成18年）2月 マルキン忠勇は純粋持株会社に転換し「ジャパン・フード&リカー・アライアンス株式会社」に商号変更すると共に、会社分割により、事業子会社の「マルキン忠勇株式会社」（新・マルキン忠勇）を設立。
- 2010年（平成22年）4月 - 新・盛田がJFLAグループの酒類・食品製造会社（マルキン忠勇株式会社、株式会社高橋弥次右衛門商店、加賀屋醤油株式会社、株式会社ハイピース、株式会社伝統蔵、マルキンインターナショナル株式会社、株式会社食品バイオ研究センター）の親会社となる。
- 2011年（平成23年）4月1日 - 新・盛田が子会社の株式会社伝統蔵およびマルキンインターナショナル株式会社を吸収合併[3]。
- 2013年（平成25年）
  - 4月1日 - 新・盛田がJFLAグループのJFLA販売株式会社と、その子会社のマルキン共栄株式会社および子会社のマルキン忠勇株式会社、株式会社ハイピース、株式会社高橋弥次右衛門商店、加賀屋醤油株式会社を吸収合併[1]。
  - 12月25日 - 子会社である藤井酒造株式会社の全株式を十字屋ホールディングス株式会社に譲渡[4]
- 2014年（平成26年）
  - 8月20日 - 子会社である白龍酒造株式会社の全株式を譲渡した[5]。
  - 11月25日 - 子会社である株式会社岡田屋本店の全株式を譲渡した[6]。
- 2016年（平成28年）8月25日 - 子会社である見砂酒造株式会社の全株式を譲渡した[7]
- 2017年（平成29年）
  - 4月1日 - 千代菊株式会社および常楽酒造株式会社の株式を取得し子会社化[8]。
  - 4月3日 - ブランド管理会社としてマルキン醤油株式会社、忠勇株式会社、株式会社マルシチ、加賀屋醤油株式会社を設立[9]。
  - 10月 - 佐藤焼酎製造場株式会社および銀盤酒造株式会社の株式を取得し子会社化[10][11]。
- 2021年
  - 4月 - JFLAホールディングスが完全子会社のジャパン・フード&リカー・アライアンス株式会社を吸収合併[12]。

## 子会社
- マルキン醤油株式会社 - ブランド管理会社[9]
- 忠勇株式会社 - ブランド管理会社[9]
- 株式会社マルシチ - ブランド管理会社[9]
- 加賀屋醤油株式会社 - ブランド管理会社[9]
- 大連丸金食品有限公司 - 中国における醤油醸造販売

## 関連企業

### 盛田アセットマネジメント
2004年（平成16年）9月1日に製造販売部門を会社分割により分離した旧・盛田が商号変更した。
同社は資産管理会社となり、商号を盛田ホールディングスに変更。さらに2005年（平成17年）10月1日に盛田ホールディングスから盛田アセットマネジメントに商号変更している。完全子会社に株式会社盛田トラスティーがある。
- 商号 盛田アセットマネジメント株式会社
- 本社所在地 愛知県名古屋市中区栄一丁目7番34号
- 設立 1955年（昭和30年）4月21日
- 事業内容 子会社・資産管理
- 代表者 代表取締役社長 塚田耕一
- 資本金 1億円
- 株主（2010年3月31日現在）
  - 財団法人鈴渓学術財団（盛田英夫理事長） 29.74%
  - ガラヒ産業株式会社 21.08% - 盛田英夫保有分を取得
  - 財団法人盛田国際教育振興財団（盛田英夫理事長） 20.34%
  - 盛田良子 16.05%
  - 盛田慶子 4.90%
  - 盛田真智子 4.90%
  - 盛田宏 2.99%[14]

### Morita & Sons Inc.
盛田英夫が代表取締役を務める米国法人で、不動産投資・運用・賃貸業などを行う。2010年9月にモリタフードサービス株式会社の全株式をJFLAより取得している。

### モリタフーズ
1955年（昭和30年）創立。盛田製品の卸売と、中国向けの酒類輸出業を営む食品商社である。盛田昭夫が調合したとされる「盛田清酒」の発売も行っている。かつてはレイケイと関係を持つ事業会社であった。またJFLAの子会社、のち持分法適用関連会社であったが影響力の低下により平成26年9月期には外れている。子会社に鈴渓(天津)国際貿易有限公司がある。

## 関連企業・MICSグループ
MICS（ミックス）グループは、イズミックを中核企業とする企業グループ。Mは盛田エンタプライズなど、Iはイズミック、Cはココストア、Sはその他のグループ会社を表す。2001年（平成13年）から用いてきたLICK（リック）グループという名称から、2006年（平成18年）2月に変更。

### 盛田エンタプライズ
MICSグループの資産管理会社。盛田株式会社の販売部門が大正時代に分離独立した山泉商店が前身。1947年（昭和22年）9月に、株式会社山泉商会として再設立（第2の創業）。1991年（平成3年）6月に、株式会社イズミックに商号変更。2005年（平成17年）3月1日に、株式会社イズミックから盛田エンタプライズ株式会社に商号変更。営業部門を会社分割により新設子会社のイズミックに承継させており、盛田エンタプライズは、グループの不動産、人材派遣、事務受託の業務を行う。
- 商号 盛田エンタプライズ株式会社
- 本社所在地 愛知県名古屋市中区栄一丁目7番34号
- 設立 1947年（昭和22年）9月2日
- 事業内容 不動産賃貸売買業、資産管理受託・人材派遣業
- 代表者 代表取締役会長 盛田和昭、代表取締役社長 盛田宏
- 資本金 1億5000万円
- 株主（2009年12月31日現在、議決権ベース）
  - 盛田和昭 69.66%
  - カーバル・プリンシパル・インベストメンツ（株） 26.66%　（旧モリエン（株）より社名変更、カーバル社は米国穀物メジャーカーギル社の投資業務子会社）
  - 盛田エンタプライズ（自己株式） 3.66%

### イズミック
中部地方で最大の酒類食品卸売商社。盛田株式会社の販売部門が大正時代に分離独立した山泉商店が前身。1947年（昭和22年）9月に、株式会社山泉商会として再設立。1991年（平成3年）6月から株式会社イズミック。現法人は、2005年（平成17年）3月1日に旧株式会社イズミック（現・盛田エンタプライズ株式会社）から事業部門を新設分割する形で、設立された。
1971年（昭和46年）7月に日本最初のコンビニエンスストアチェーンとして、愛知県春日井市にココストア(後にタックメイト、2016年11月17日13時に閉店)藤山台店をオープンさせている。

### 盛田金しゃちビール
盛田グループが、ビール製造量の規制緩和をきっかけに1996年（平成8年）に創業したビール製造業者。グループとしては、1884年（明治17年）から1885年（明治18年）に第11代盛田久左衛門命棋翁が製造した三ツ星麦酒、1889年（明治22年）に盛田善平が製造した丸三麦酒以来約100年ぶりのビール事業であった。2006年（平成18年）4月1日にランドビール株式会社から盛田金しゃちビール株式会社に商号変更。2008年（平成20年）にワダカンの「金しゃちビール事業部」として経営統合された。
2016年4月には会社分割され、盛田金しゃちビール（株）〔二代目〕が設立された。

### その他のMICSグループ企業
- 盛田甲州ワイナリー株式会社（ワインメーカー） - 1973年（昭和48年）設立。シャンモリワインの醸造。
- 盛田金しゃち酒造株式会社（日本酒製造）
- 頸城酒造株式会社（日本酒製造）
- 株式会社盛田トレーディングカンパニー（輸入商社）
- ワダカン株式会社（食品メーカー）

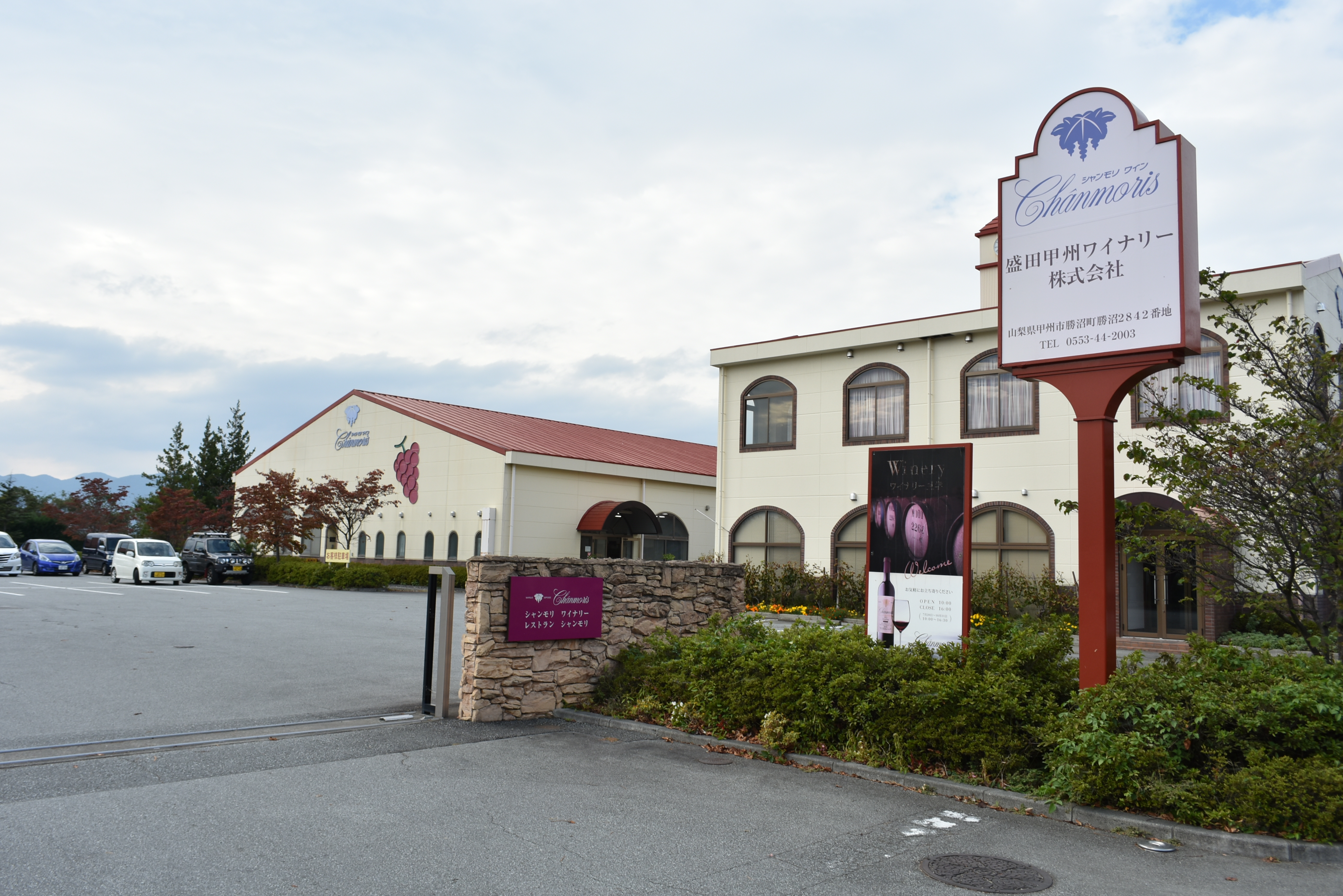
盛田甲州ワイナリー（2018年10月10日撮影）

### 受賞歴
「日本ワインコンクール（Japan Wine Competition）」
- 第13回 2015年（平成27年）金賞受賞[19]
  - 甲州・辛口、部門最高賞・コストパフォーマンス賞「シャンモリ 甲州シュール・リー 2014」
- 第14回 2016年（平成28年）金賞受賞[20]
  - 甲州・辛口、コストパフォーマンス賞「シャンモリ 柑橘香甲州 2015」
- 第18回 2022年（令和4年）金賞受賞[21]
  - 甲州、部門最高賞・コストパフォーマンス賞「シャンモリ 柑橘香 勝沼甲州 2021」
- 第19回 2023年（令和5年）金賞受賞[22]
  - 甲州「シャンモリ 柑橘香 勝沼甲州 2022」

## 関連企業・敷島製パングループ

### 敷島製パン
盛田家の分家の盛田善平が、1919年（大正8年）に創業したパンメーカー。パン製品「Pasco」（パスコ）の商標で有名。Pascoとは「Pan Shikishima Company」の意とされる。長らく「シキシマパン」の商標で営業し親しまれてきたが、2003年（平成15年）9月1日に商標を「Pasco」に統一している。
盛田家分家の同族経営で、現在の社長・盛田淳夫で5代目。イズミック会長の盛田和昭が取締役相談役になっており、本家筋とも一定の関係がある。

## かつて存在した関連企業・財団

### レイケイ／ガラヒ産業
1974年（昭和49年）設立。レイケイは、漢字では鈴渓。盛田株式会社が保有する資産（主にソニー株式）を会社分割により引き継ぐ形で設立された。盛田昭夫長男の英夫が社長を務める。

かつてはソニーの大株主（1993年当時）で、ソニーの5.38%保有の筆頭株主であり、同社の配当収入などの運用益を元手に、食品卸売業・飲食店業へ進出。盛田グループはもとより、スキー場・ホテルなどのリゾートを初めとした様々な企業・プロジェクトに出資していた。ベンチャー企業としてエアラインに新規参入した北海道国際航空の筆頭株主だった時期もある。（2002年の経営破綻後に全額減資されて再建したため現在は関係がない。）

南青山五丁目に盛田昭夫の旧邸宅を建て替えた自社ビル「レイケイ南青山ビル」を構えており（竹中工務店施工）、現在も盛田英夫と関係のあるアナハイム大学やモリタフーズなどが入居している。
バブル期に新潟県新井市（現・妙高市）の第三セクター「アライリゾート」に500億円を出資し、欧州型のリゾートスキー場を開発したが、客足が伸びず巨額の赤字を抱え営業終了となる。2000年（平成12年）10月に、盛田英夫社長100%出資の投資会社・モリタインベストメント（Morita INvestmenT=ミント=社。オランダ法人）が、プジョーからF1のエンジン事業を引き継いだリヒテンシュタインの企業「アジアテック」などにソニー株の売却で調達した約230億円を貸し付けたが焦げ付いた。これによってレイケイがミント社の債務処理のために、海外の銀行から融資を受ける際にソニー株を担保提供していたため株売却を余儀なくされ、2003年（平成15年）に会社の資産（元々はソニー創業者である実父と盛田家の財産）を大きく失う。この際の処理方法が社長が支配する別会社への贈与であると国税庁に認定され、65億円の追徴課税処分を受ける。当局に不動産などを差し押さえられた為、課徴金を納付した後の2005年（平成17年）6月、ガラヒ産業に商号変更のうえ解散した。同社解散後も、英夫は盛田アセットマネジメント代表取締役会長、JFLA代表取締役会長などに就いている。清算手続きの終了は2017年1月であった。

### 鈴渓学術財団
鈴渓学術財団・盛田国際教育振興財団の基本財産のほとんどが盛田アセットマネジメントに貸し付けられたが、
利払いが滞り未回収金が積み上がったため、新制度に適合する公益法人に移行できず解散することとなった。
- 名称 財団法人鈴渓（レイケイ）学術財団
- 所在地 東京都中央区日本橋蛎殻町一丁目5番6号
- 設立 1978年（昭和53年）11月24日
- 解散 2013年（平成25年）12月
- 事業内容 実証的研究に対する助成、調査研究並びに資料の収集・刊行・公開
- 代表者 理事長 盛田英夫
- 所管 文部科学省

### 盛田国際教育振興財団
- 名称 財団法人盛田国際教育振興財団
- 所在地 愛知県名古屋市中区栄一丁目7番34号
- 設立 1981年（昭和56年）12月22日
- 解散 2013年（平成25年）12月
- 事業内容 愛知県内の学生等の海外留学に対する奨学金の給与等
- 代表者 理事長 盛田英夫
- 所管 愛知県教育委員会

### ココストア
コンビニエンスストアチェーン店のココストア (Coco!) を運営。株式会社山泉商会による1号店のオープンは1971年（昭和46年）7月で、コンビニチェーンとしては日本初である（但し、どの社がコンビニ日本1号店であるかについてはいくつかの見解に分かれる）。1972年7月5日に株式会社ココストアが設立された。名古屋を中心に店舗展開し、酒販系コンビニエンスストアとしては日本最大級。社名のCOCOには、コンビニエンス（便利）、コンフォート（快適）、コンシューマリズム（消費者主義）、コミュニケーション（意志の交流）の意味が含まれている。
2001年（平成13年）から九州コンビニエンスシステムズ（エブリワン（現ファミリーマート）、リックサポートシステムズ（現ココストアリテール）の親会社）と、ホットスパーコンビニエンスネットワークス（現ファミリーマート）を傘下に収めている。2006年（平成18年）6月1日に、子会社化していた九州コンビニエンスシステムズを吸収合併した。
2015年9月1日には、子会社のココストアウエスト、ココストアイースト及びMICSグループのコンビニ経営会社である株式会社エムアールシーを吸収合併した。2015年10月1日、ココストアの全株式が盛田エンタプライズから株式会社ファミリーマートに売却された。12月1日にはファミリーマートに吸収合併された。ココストア、エブリワンの店舗も順次ファミリーマートに転換される。

### モリタフードサービス
1969年盛田の子会社として株式会社ねのひ寮を設立した。1979年現在の社名に変更された。2010年にはMorita & Sons Inc.、2015年からは建物管理業の平成常盤株式会社の完全子会社であり、料理飲食事業を営んでいた。 「蔵人厨ねのひ」と「Pitねのひ」、パニーニ専門店「PANINNO GIUST」を展開していたが、2021年1月12日に事業を停止し、同年1月14日に東京地方裁判所から破産手続開始決定。

### ジャパン・フード&リカー・アライアンス
盛田やマルキン忠勇を持株会社の下で統合するために、会社分割により新・マルキン忠勇（現在は盛田に吸収合併）を設立した上で、2006年（平成18年）2月1日に旧・マルキン忠勇をジャパン・フード&リカー・アライアンス株式会社に商号変更して、持株会社化。東京証券取引所二部上場。2018年上場廃止。株式会社JFLAホールディングスの完全子会社となる。子会社に盛田、アルカンなどがある。2021年JFLAホールディングスに吸収合併された。

### MICS化学
1971年にオザキ軽化学株式会社として設立。2006年にTOBで盛田エンタプライズの子会社となり、2008年にMICS化学株式会社に商号変更。2023年に中本パックスが盛田エンタプライズに対して実施した株式公開買付けが成立し、中本パックスへ保有していた全株式を譲渡。2024年に中本パックスの完全子会社となり、中本アドバンストフィルム株式会社に商号変更。

## 盛田家関係者
- 盛田昭夫（もりたあきお、1921年1月26日 - 1999年10月3日） 第15代盛田家当主、ソニーの創業者のひとり。愛知県知多郡小鈴谷村（こすがやむら・現常滑市小鈴谷）出身。「子の日松」の造り酒屋・盛田家14代目盛田久左ヱ門の長男。
- 盛田良子 盛田昭夫の夫人。三省堂書店創業者一族である亀井豊治の四女。2015年3月14日死去。85歳。
- 盛田英夫（英粮）（もりたひでお、1952年2月17日 - ） 盛田昭夫の長男。第16代盛田家当主。芦屋大学卒業後、CBS・ソニー入社。エピック・ソニーを経て、レイケイ社長、盛田株式会社社主、ジャパン・フード&リカー・アライアンス株式会社会長、財団法人鈴渓学術財団理事長、財団法人盛田国際教育振興財団専務理事、株式会社盛田トラスティー プレジデントなどを歴任した。1978年に女優岡崎友紀と結婚するが1981年に離婚。2015年12月不適切な融資等の問題からJFLAグループの各役職を辞任した。
- 盛田昌夫（もりたまさお、1954年9月4日 - ） 盛田昭夫の次男。ジョージタウン大学卒業後、モルガン銀行を経て、1981年ソニーに入社。ソニー・ミュージックエンタテインメント (日本)代表取締役社長、ソニー業務執行役員常務を歴任。2005年6月22日よりソニーのブランド・クリエイティブセンター担当SVP（シニア・バイス・プレジデント）、2009年6月24日よりソニー・ミュージックエンタテインメント代表取締役会長、同年6月30日よりソニー・ピクチャーズ エンタテインメント代表取締役。
- 盛田和昭（もりたかずあき、1923年3月5日 - 2021年8月20日 ） 盛田家14代目盛田久左衛門の次男、盛田昭夫の実弟。ソニーを興した兄に代わり盛田株式会社を継ぐ。株式会社イズミック会長、盛田エンタプライズ株式会社会長、盛田株式会社顧問、盛田金しゃちビール株式会社取締役会長、敷島製パン株式会社相談役、盛田アセットマネジメント名誉会長、ソニー特別顧問。
- 盛田宏（もりたひろし、1957年5月8日 - ） 1980年3月慶應義塾大学経済学部卒業後、盛田株式会社入社。株式会社イズミック社長、盛田エンタプライズ株式会社社長、株式会社ココストア社長、盛田甲州ワイナリー株式会社社長、盛田金しゃちビール株式会社代表取締役社長、敷島製パン株式会社副社長。
- 盛田正明（もりたまさあき、1927年5月29日 - ） 盛田昭夫の実弟。東京工業大学電気化学科卒業後、東京通信工業株式会社（現ソニー）に入社。ソニー副社長、ソニー・アメリカ会長兼CEO、ソニー生命保険取締役会長等を歴任。財団法人日本テニス協会会長。
- 盛田善平（もりたぜんぺい、1863年12月7日 - 1937年2月24日） 愛知県小鈴谷村（現・常滑市小鈴谷）の盛田家分家である造り酒屋（ヤマイヅミ・盛田）の盛田太助の五男。家業を廃業して、1892年にカブトビール（丸三麦酒）の製造・販売した他、小麦粉の製粉をやった後、1919年に敷島製パンを創業。1918年には愛知県会議員となった。
- 盛田淳夫　盛田善平の曾孫。1998年より敷島製パン代表取締役社長。
- 盛田厚（もりたあつし）盛田和昭の二男[28]。株式会社ソニー・インタラクティブエンタテインメント取締役、ソニー・インタラクティブエンタテインメントジャパンアジア プレジデント[29]。株式会社フォワードワークス代表取締役社長[30]。敷島製パン取締役[31]。
- 4代中埜又左衛門（なかのまたざえもん、1854年 - 1895年） ミツカン酢の中埜家4代目。盛田家（分家）から中埜家に養子。盛田善平のおじ。盛田善平とともにカブトビール（丸三麦酒）創始者である。4代目から中野姓から中埜姓になっている。

## 同社製品商標
- ねのひ（酒類商標）
- 盛田（調味料商標。ヤマイヅミを改称）
- マルキン（調味料商標。旧・マルキン忠勇）
- 忠勇（食料品商標。旧・マルキン忠勇）
- マルシチ（調味料商標。旧・高橋弥次右衛門商店）
- ハイピース（調味料商標。旧・ハイピース）
- イチミツボシ（調味料商標。旧・加賀屋醤油）
- ヤマイヅミ（山泉。かつての調味料商標）